# プリヴァトグループ
プリヴァトグループ（ウクライナ語: Група Приват、英語: Privat Group）またはプルィヴァトグループは、ウクライナを拠点とする多国籍ビジネス・グループで、ウクライナ、欧州連合、ジョージア、ガーナ、ロシア、米国、その他の国々で、多方面の業界で事業を展開している。鉄鋼、石油・ガス、化学、エネルギーが、グループの主要な影響力と専門知識の分野である。グループに属する会社は、いずれも証券取引所には非上場で、投資家グループが買い集めている企業をそのように総称していて、ユダヤ資本をバックにした投資ファンドという性格が強い。

## 概要
プリヴァトグループは1992年にラトビアで設立されて、その後にウクライナで大発展したプリヴァトバンクを中心に設立された。ただし2016年には、この銀行は乱脈経営のためウクライナ政府によって国有化され、政府が100％の所有権を持った。グループ全体は、オリガルヒである三人のパートナー、ヘンナジー・ボホリュボフ、オレクシー・マルトィノフ（Oleksiy Martynov）、イーホル・コロモイスキー（彼は一般に最もよく知られている最も裕福で主要なパートナー）によって管理されてきた。
オリガルヒの実体として、プリヴァトグループはいくつかの著名なウクライナのマスメディア（1+1 テレビネットワークなど）を管理し、政治家との緊密な関係を維持し、プロスポーツ（FCドニプロなど）も後援してきた。
このビジネス・グループの主要事業は（プリヴァトバンクも含めて）、ドニプロペトロウシク州に拠点を置いている。グループの創設者たちも同州の州都ドニプロの出身で、そこでキャリアを過ごしてきた。

## ビジネス分野
ビジネス分野は、鉄鋼、石油、化学、食品、エネルギー、銀行、マスメディア、スポーツ、不動産など広範囲に渡ってきた。

## 参照項目
- ウクライナの経済
- ウクライナのオリガルヒ